# Klaus Bouillon

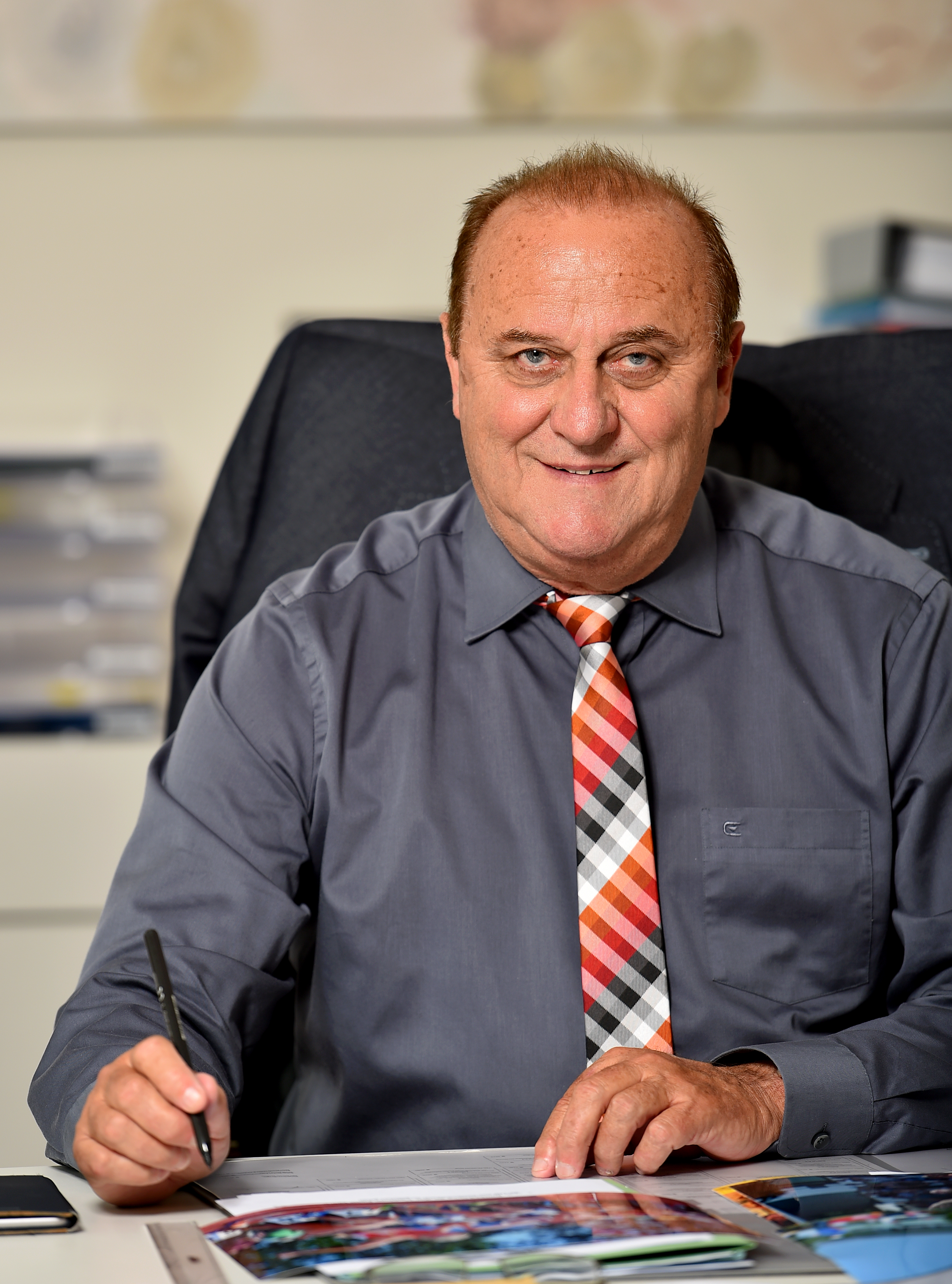
Klaus Bouillon (2015)

Klaus Bouillon (* 19. November 1947 in St. Wendel) ist ein deutscher Politiker (CDU). Von 1983 bis 2014 war er Bürgermeister von St. Wendel. Von 2014 bis 2022 war Bouillon saarländischer Innenminister in den Kabinetten Kramp-Karrenbauer II, III und Hans. Von 2017 bis 2022 war er Abgeordneter im Landtag des Saarlandes.

## Leben
Bouillon, Sohn eines Eisenbahnbeamten, legte 1966 das Abitur am Gymnasium Ottweiler ab und absolvierte 1967/68 seinen Wehrdienst als Reserveoffizieranwärter bei der Feldjägertruppe der Bundeswehr. Zwischen 1969 und 1974 studierte er Rechtswissenschaft an der Universität des Saarlandes; 1976 beendete er sein Referendariat mit der zweiten juristischen Prüfung. Einer Beschäftigung als Rechtsanwalt sowie als wissenschaftlicher Mitarbeiter von Werner Zeyer im Bundestag folgten Tätigkeiten als Referent bei der Landesversicherungsanstalt des Saarlandes von 1977 bis 1979 und als Richter kraft Auftrags am Landgericht Saarbrücken und dem Sozialgericht für das Saarland von 1980 bis 1982.
Bouillon ist katholisch und lebt in St. Wendel; er ist verheiratet und hat zwei Kinder.

## Politische Laufbahn
Bouillon trat 1975 der CDU bei. Vier Jahre später zog er in den St. Wendeler Stadtrat ein. Nachdem er sich parteiintern durchgesetzt hatte, wurde er am 27. Mai 1982 vom Stadtrat zum Bürgermeister gewählt; am 1. Januar 1983 trat der CDU-Politiker die Nachfolge des pensionierten Jakob Feller an und schied gleichzeitig aus dem Stadtrat aus.
In den 32 Jahren seiner Amtszeit als Bürgermeister von St. Wendel wurden 95 Prozent der Fläche der Innenstadt saniert oder modernisiert. Insgesamt wurden bis 2013 etwa 950 Millionen Euro für die Erneuerung der Stadt und der Stadtteile bereitgestellt. In dieser Zeit kamen Großveranstaltungen in die nun als „Sportstadt“ bezeichnete Stadt: So führte die Strecke der Tour de France 2002 durch St. Wendel und ein Lauf der Rallye Deutschland. Durchschnittlich finden im Jahr etwa 15 Großveranstaltungen in St. Wendel statt.
Seine letzte Wahl zum Bürgermeister im Jahre 2010 gewann er mit 85,1 Prozent der Stimmen; im Jahre 2002 hatten die Oppositionsparteien auf einen Gegenkandidaten verzichtet.
Anfang November 2014 stellte die saarländische Ministerpräsidentin Annegret Kramp-Karrenbauer Bouillon als neuen Innenminister auf. Er ersetzte Monika Bachmann, die neue Gesundheitsministerin wurde. Am 12. November wurde er vereidigt. In einem Interview mit dem SR kündigte er nach seiner Amtseinführung an, 2017 die Tour de France wieder ins Saarland zu holen.
Überregionale Bekanntheit erlangte Bouillon in der zweiten Jahreshälfte 2015, als er im Zuge der Flüchtlingskrise in Deutschland 2015 sein Büro in die saarländische Landesaufnahmestelle nach Lebach verlegte. Er wirkte mit, die Dauer der Asylverfahren im Saarland auf durchschnittlich knapp vier Monate zu verkürzen.
Am 18. Oktober 2015 war Bouillon Gast in der Diskussionsrunde von Günther Jauch mit dem Titel „Pöbeln, hetzen, drohen – wird der Hass gesellschaftsfähig?“, an der unter anderem der umstrittene Vorsitzende der Thüringer AfD, Björn Höcke, teilnahm. Während der Sendung geriet er mit diesem aneinander. Nach der Sendung sagte Bouillon, er fühle sich bei Höckes Äußerungen an die Nazi-Zeit erinnert.
Vom 1. Januar 2016 bis zum 31. Dezember 2016 hatte das Saarland und somit Bouillon turnusgemäß den Vorsitz der Innenministerkonferenz inne. Bei der Landtagswahl im Saarland 2017 wurde er in den Landtag gewählt. Bei der Landtagswahl 2022 trat er nicht mehr an.
Am 26. April 2022 schied Bouillon mit dem Antritt des Kabinetts Rehlinger aus dem Amt des Innenministers aus.

## „Lex Bouillon“
Als Ende 2013 absehbar war, dass Bouillon als Beamter auf Zeit spätestens Ende 2015 als Bürgermeister abtreten musste – eine entsprechende Regelung findet sich im saarländischen Beamtengesetz –, verabschiedete der St. Wendeler Stadtrat eine Resolution, mit der der Landtag des Saarlandes aufgefordert wurde, das Gesetz zu ändern, sodass Bouillon noch bis mindestens 2017 Verwaltungschef bleiben konnte. Neben parteienübergreifender Zustimmung gab es auch Kritik, auch innerhalb der eigenen Partei. Nachdem das Gesetz einige Wochen lang überregional unter dem Schlagwort „Lex Bouillon“ diskutiert worden war, lehnte es der Landtag ab.

## Ehrungen
- 2023: Ehrenbürger der Stadt St. Wendel[16]